# Clonk
Clonk ist eine Computerspielreihe von RedWolf Design. Die Spiele verstehen sich als bunter Genre-Mix aus Geschicklichkeitsspiel, Actionspiel, Aufbauspiel und Jump ’n’ Run. Die Spiele der Serie werden mittlerweile komplett als Freeware vertrieben und sind teilweise im Quellcode erhältlich. Mittels des Entwicklermodus können erfahrenere Spieler selbst Spielerweiterungen erstellen.

## Spielprinzip
In Clonk werden kleine, menschenähnliche Wesen, genannt Clonks, per Gamepad/Tastatur oder/und Maus durch eine zweidimensionale, dynamisch veränderbare Landschaft gesteuert und interagieren mit einer Fülle von Tieren, Gebäuden und Objekten. Dies ist sowohl alleine, mit bis zu 4 Spielern an einem PC (Split Screen), als auch über LAN oder Internet mit beliebig vielen Spielern möglich. Das Spiel verfügt über eine eigene Physik-Engine; laut Entwickler beansprucht diese ein nennenswertes Maß an Rechenleistung, weshalb etwaige physikalische Ungereimtheiten, wie in der Interaktion zwischen verschiedenen Flüssigkeiten (Wasser, Lava, Öl, Säure), in Kauf genommen würden. Das Spielziel ist jeweils vom gespielten Szenario abhängig und variiert von hektischen Melees, in denen jeder gegen jeden kämpft, über strategische Belagerungsrunden bis hin zu kooperativen Missionen.

## Erweiterungen
Clonk verwendet intern eine Scriptsprache und ein modulares Objektdefinitions-System. Dies ermöglicht eine flexible Erweiterung des Spiels. Von der Erstellung eigener Szenarien über das Hinzufügen neuer Spielobjekte bis zur Entwicklung gänzlich neuartiger Spielwelten ist so alles möglich.

### Offizielle Erweiterungen
Unter Verwendung dieser Funktionen bietet auch RedWolf Design mehrere offizielle Erweiterungen an. Jede einzelne dieser Erweiterungen repräsentiert eine komplette Neuausrichtung des Spiels und verwendet meist nur noch Basisfunktionen des ursprünglichen Spiels. Das ist auch der Grund, warum sie oft als „Standardpacks“ bezeichnet werden. Die Packs haben sich meist parallel zum Hauptspiel entwickelt und wurden in dieser Zeit oft aktualisiert oder neu erfunden.
Diese sind im Einzelnen:

Clonk Rage: Szenario Nebelklippen

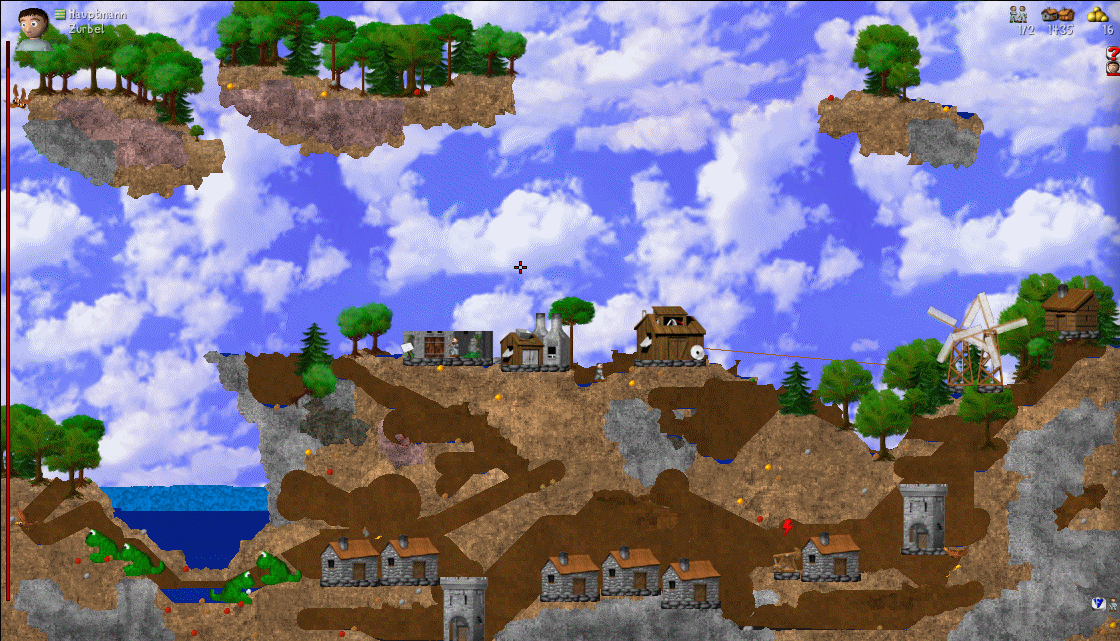
Clonk-Endeavour Version 4.9.5.4

- Ritter: In mittelalterlichem Ambiente kämpfen Ritter mit Schwertern, Äxten und Bögen gegeneinander – zu Fuß und zu Pferd, in modular aufgebauten Burgen und unterirdischen Gewölben. Auch für Friedenszeiten stehen an die Gegebenheiten des Burglebens angepasste Wirtschaftszweige zur Verfügung.
- Fantasy, Golems: Konzentriert sich auf magisch begabte Clonks, die einer Welt voll Drachen und Abenteuer leben. Magie existierte bereits in Clonk 4, erst mit Clonk Rage wurde das Pack allerdings so umgestaltet, dass spannende Magieduelle möglich wurden. Inzwischen hat es sich zu einem der beliebtesten Packs von Clonk entwickelt.
- Hazard: Ein futuristisches Pack, in dem der Clonk mit unterschiedlichen Waffen gegen Aliens oder andere Clonks kämpft. Existierte ebenfalls bereits für Clonk Planet, die Entwicklung wurde dann allerdings später von Spielern übernommen. Diese hauchten dem Pack mit einer radikalen Ausrichtung auf zeitgemäße Effekte und actiongeladene Gefechte neues Leben ein. Seit Clonk Endeavour ist dieses Pack nicht mehr in den offiziellen Packs enthalten. Aus diesem Grund fand sich auf der Plattform „Comprehensive Clonk Forge“ (CCF) ein Team zusammen, welches ein neues Hazard-Pack für Clonk Rage entwickelte.[2]
- Ferne Welten: Zusammenfassung von drei unterschiedlichen Spielwelten (Tiefsee, Urwald, Arktis), in denen es den Spieler in diverse unwirtliche Gefilde verschlägt. Trotz speziell angepasster Clonks, Werkzeuge und Gebäuden stellt das bloße Überleben eine echte Herausforderung dar.
- Western: Bildet mit Indianern, Whiskey, Dynamit und wilden Feuergefechten den stereotypischen Western nach. Ursprünglich von RedWolf Design unvollständig veröffentlicht, wurde dieses Pack infolge eines Wettbewerbs zu einem der umfassendsten Packs von Clonk Rage weiterentwickelt.

### Erweiterungen von Spielern
Seit Clonk Planet bietet das Spiel seinen Spielern nicht nur einen integrierten Entwicklermodus und eine umfassende Dokumentation, sondern auch vollständigen Einblick in die Scripts der Original-Spielinhalte samt Erweiterungen. Diese Offenheit hat zur Entwicklung einer lebhaften Entwicklergemeinde geführt, die laufend neue Erweiterungen und Modifikationen für das Spiel produziert.
Größte Sammelstelle für diese Entwicklungen ist das Comprehensive Clonk Archive Network (CCAN). Seit der Eröffnung im Jahr 2000 haben sich hier mehr als 3000 Erweiterungen angesammelt. Die aktive Entwicklungsgemeinde führte sogar zur Gründung eines eigenen Portals für Projektorganisation, genannt Clonk Forge (CCF, ehemals bekannt unter dem Namen Clonk Planet Partner- und Projektbörse, CPPP), das viele der aufwändigeren Projekte rund um Clonk beherbergt.
RedWolf Design förderte diese Kultur auch aktiv, durch im unregelmäßigen Turnus stattgefundene Wettbewerbe und die Übernahme aktiver Entwickler aus der Community ins Entwicklungsteam.

## Versions-Geschichte
DOS-Spiele
Clonk 1 (1994)
Clonk 2 Debakel (1994)
Clonk A. P. E. (Advanced Player Edition) (1995)
Clonk 3 Radikal (1996)
Windows-Spiele
Clonk 4 (1998)
Clonk World (1998)
Clonk Planet (1999); wurde zusätzlich auf Linux sowie GP2X portiert
Golden Wipf Edition (2001)
Clonk Endeavour (2004)
Spiele mit Versionen für Windows, Linux und Macintosh mit Intelprozessor
Clonk Rage (2007)
Clonk Extreme (Entwicklung eingestellt)
OpenClonk (2010)
LegacyClonk (2019)

## Geschichte
Nach 2001 gab RedWolf Design die Weiterentwicklung von Clonk Planet auf, um sich der Entwicklung des Nachfolgers Clonk Extreme (s. u.) zu widmen und gab den Quelltext der Clonk-Planet-Engine frei. Daraufhin bildete sich schnell ein Team aus Spielern, die die Engine auf eigene Faust weiterentwickelten – es entstand Clonk Planet GWE. Dieses Fanprojekt rüstete in den folgenden Jahren bis GWE 4 (2003) viele lang vermisste Features wie das Erhöhen der Farbtiefe auf 32 Bit und starke Verbesserungen bei der Editierbarkeit nach.
Schließlich beschloss RedWolf Design 2003, die Linie offiziell wiederzubeleben und schuf in Zusammenarbeit mit dem Team und weiteren Entwicklern aus der Community den Clonk-Titel Clonk Endeavour, welcher danach von Clonk Rage abgelöst wurde und unter anderem ein deutlich schnelleres und komfortableres Internetspiel ermöglicht. Auch an weiteren Verbesserungen wurde gearbeitet.
Das große Entwicklungsziel, weshalb Clonk Planet ursprünglich eingefroren wurde, hieß Clonk Extreme, kurz ClonkX. Diese Version soll bekannte 2D-Spielprinzipien der Vorgänger in 3D umsetzen. Anfang 2009 wurden mehrere Videos veröffentlicht, die eine fast finale Version zeigten. Wenige Wochen danach wurde jedoch seitens des leitenden Entwicklers (Matthes Bender) bestätigt, dass an Clonk Extreme nicht mehr weitergearbeitet wird.
Im Laufe der Zeit wurden immer neue Ligen eröffnet, in der sich die Spieler in verschiedenen Leveln untereinander messen konnten. So gab es bis jetzt die Melee-Liga, die geschlossene Micro-Melee-Liga, die Hazard-Liga, die Siedelliga, die Magieliga und die Abenteuerliga, in denen es jeweils durch die Erfüllung der Spielziele bestimmter Runden Punkte zu gewinnen galt.
Ende 2010 hat RedWolf Design die aktive Weiterentwicklung der Clonk-Serie erneut eingestellt. Wie auch beim ersten Mal wurde zu dieser Gelegenheit der Quelltext der Engine der aktuellen Clonk-Version (Clonk Rage) der Community zur eigenständigen Weiterentwicklung zur Verfügung gestellt. Aus diesem Code entsteht nun OpenClonk, welches zur Zeit von mehreren ehrenamtlichen Entwicklern im Rahmen eines Open-Source-Projekts weiter entwickelt wird.
Am 27. September 2013 gab Matthes Bender nach langer Zeit ein Update für den Titel Clonk Rage bekannt. Durch dieses werden einige Fehler korrigiert und das Spiel zur Freeware umgewandelt. Dies macht es nun auch unregistrierten Spielern möglich, sämtliche Spielinhalte zu benutzen, sowie eigene Inhalte für das Spiel zu entwickeln, da nun auch der Editor frei zugänglich ist.
In einem Newseintrag vom 4. März 2014 wurde angekündigt, dass Anfang April 2014 die Entwicklung des Spiels sowie der Verkauf von Registrierungsschlüsseln eingestellt und das Forum geschlossen werden.
Am 2. April 2014 wurde das Forum geschlossen. Als Nachfolger hat sich das Clonkspot-Forum etabliert. Clonkspot ersetzt außerdem den abgeschalteten clonk.de-Masterserver, auf dem laufende Spiele registriert werden, um sie für andere Spieler auffindbar zu machen und auf dem die Ligen verwaltet wurden.
Am 24. April 2019 wurde eine von freiwilligen Entwicklern der Community weiterentwickelte Version von Clonk Rage veröffentlicht. Diese Weiterentwicklung wurde LegacyClonk getauft und ist unter der ISC-Lizenz verfügbar.

## OpenClonk
Mit dem Ende der aktiven Entwicklung des Titels Clonk Rage wurde von der Community ein Projekt auf Open-Source-Basis erschaffen, welches unter Verwendung des unter der ISC-lizenzierten Quellcodes von Clonk Rage ein neues Spiel entwickelt und Clonk somit einen neuen Anstrich verleiht. OpenClonk ist jedoch aufgrund zahlreicher Neuerungen und Veränderungen nicht mit Inhalten des Spiels Clonk Rage kompatibel. Zu den Änderungen gegenüber Clonk Rage zählen zum Beispiel die überarbeitete Steuerung, die Möglichkeit, im Spiel zu zoomen, sowie die Unterstützung von 3D-Objekten. Anders als in den bisherigen Teilen, die in der Regel ausschließlich mit der Tastatur gespielt wurden, wird OpenClonk mit Maus und Tastatur gespielt. Zoomen war bis Clonk Rage nur indirekt möglich über Anpassung der Auflösung. In OpenClonk ist dies nun während einer Runde möglich mithilfe des Mausrads. Anstelle vorgerenderter Grafiken können in OpenClonk zudem 3D-Modelle für Objekte genutzt werden. Diese müssen im OGRE Format vorliegen. Rastergrafiken im PNG-Format, wie sie seit der Golden Wipf Edition zum Einsatz kommen, können jedoch weiterhin genutzt werden.
In Version 7 wurde die Spielsteuerung erneut geändert, sodass sie im Vergleich zu anderen Spielen „konventioneller“ ist. Das bedeutet, es können nicht mehr zwei Objekte gleichzeitig ausgewählt werden. Stattdessen scrollt der Spieler mit dem Mausrad durch das Inventar und kann Objekte mit dem linken und rechten Mausklick entweder benutzen oder wegwerfen. Gezoomt werden kann durch Drücken der Steuerungstaste und gleichzeitige Betätigung des Mausrads („scrollen“).
Version 8 brachte zahlreiche Neuerungen, wie beispielsweise einen neuen verbesserten Editor zum Erstellen eigener Szenarien, Unterstützung für IPv6-Verbindungen und UDP hole punching. Letzteres kommt insbesondere Spielern zugute, die bisher aufgrund fehlenden Zugängen zur Routerkonfiguration (Portforwarding) keine eigenen Runden im Internet eröffnen konnten.
Der Entwicklermodus steht wie gewohnt zur Verfügung. Die Dateiendungen wurden allerdings gemäß dem Spieltitel angepasst. Somit erhalten Objektdefinitionen beispielsweise nicht mehr die Dateiendung .c4d, sondern .ocd. Mitte 2016 wurde das Kommandozeilenprogramm C4Group zum Packen und Entpacken von OpenClonk Dateien in eine vollständige grafische Oberfläche zum Bearbeiten von OpenClonk Dateien umgewandelt. Vorher gab es solch eine Oberfläche nur in der Clonk 4 Reihe. Eine frühere Entwicklung einer GUI auf mit der Sprache AutoIt wurde 2012 aufgegeben.